# Clambus nigrellus
Clambus nigrellus är en skalbaggsart som beskrevs av Edmund Reitter 1914. Clambus nigrellus ingår i släktet Clambus, och familjen dvärgkulbaggar. Arten är reproducerande i Sverige.